# كاترين مكينون
كاترين مكينون هي مغنية كندية، ولدت في 14 مايو 1944 في سانت جون في كندا.

## وصلات خارجية
- كاترين مكينون على موقع IMDb (الإنجليزية)
- كاترين مكينون على موقع ميوزك برينز (الإنجليزية)
- كاترين مكينون على موقع ديسكوغز (الإنجليزية)